# Opisthocoelicaudia skarzynskii
Questo dinosauro sauropode è stato scoperto nei terreni del Cretaceo superiore in Mongolia.

## Una coda "unica"
Opisthocoelicaudia è un grande dinosauro erbivoro appartenente ai sauropodi. Tuttavia, la classificazione di questo animale è tutt'altro che chiara: potrebbe essere un saltasauride, ma possiede anche una serie di caratteristiche inusuali. Tra queste, la forma "unica" della coda: le vertebre caudali hanno un'articolazione opposta a quella che solitamente si riscontra negli altri titanosauridi, dove una semisfera emerge dalla parte posteriore della vertebra e si articola con un "avvallamento" posto nella parte anteriore della prossima vertebra. In Opisthocoelicaudia (il cui nome significa "coda cava all'indietro"), le vertebre possiedono la semisfera sul davanti, e l'incavo si trova nella parte posteriore. Questa configurazione unica dava all'animale uno strano aspetto, con la coda che si proiettava direttamente all'indietro, parallela all'asse del terreno: inoltre, la coda doveva essere più robusta. Ciò sembrerebbe essere in relazione con l'ilio dell'animale, profondamente espanso, ed è stato suggerito che i muscoli di solito presenti dei rettili riguardanti il movimento delle zampe posteriori, i quali si trovano solitamente tra le zampe e la coda, non fossero presenti o fossero fortemente ridotti in Opisthocoelicaudia. L'ilio modificato avrebbe assolto la funzione di ancoraggio. Questa struttura avrebbe potuto aiutare l'animale nel portarsi in una posizione bipede (o meglio, "tripode") durante la nutrizione. È stato anche ipotizzato che il corpo rotondo, le corte zampe e la coda dotata di forti legamenti fossero adattamenti ad uno stile di vita semiacquatico. Opisthocoelicaudia, tra le altre caratteristiche, possedeva anche spine neurali presacrali biforcate. Queste e altre caratteristiche non elencate suggeriscono che questo animale non sia un titanosauride propriamente detto. È probabile comunque che Opisthocoelicaudia fosse un titanosauro inusuale.

## Testa mancante
L'animale è conosciuto per uno scheletro quasi completo ma mancante del tutto della regione del collo e del cranio. Negli stessi terreni, qualche tempo prima, era stato portato alla luce un cranio di sauropode, a cui era stato dato il nome di Nemegtosaurus, dalle caratteristiche da diplodocide, ovvero lungo e basso. Originariamente, poiché si pensava che Opisthocoelicaudia fosse imparentato con i camarasauridi, dal cranio corto e alto, i due esemplari non erano stati messi in relazione. Con la scoperta di scheletri di titanosauri completi, che combinano un corpo simile a quello dei camarasauridi e dei crani "da diplodocide", i due ritrovamenti sono stati riaccostati, ed è possibile, quindi, che i due animali siano in realtà un solo animale. Poiché Nemegtosaurus è stato descritto per primo, sarebbe questo nome ad avere la precedenza.

## Possibili parentele
Alcuni animali simili a Opisthocoelicaudia, in anni recenti, sono emersi da terreni del Cretaceo inferiore dell'Indocina (Tangvayosaurus e Phuwiangosaurus), e potrebbero costituire, insieme al genere mongolo, una famiglia a sé stante. Tra le caratteristiche comuni a questi animali, particolari riguardanti le zampe e le scapole e, soprattutto, le vertebre caudali e le spine neurali bifide. Altre forme meno note (Borealosaurus, Huabeisaurus, Jiutaisaurus, Nurosaurus) sono note in Cina, mentre un possibile parente dal collo lunghissimo (Erketu) è stato ritrovato in strati del Cretaceo inferiore della Mongolia.